# クワイエット・プレイス 破られた沈黙
『クワイエット・プレイス 破られた沈黙』（クワイエット・プレイス やぶられたちんもく、原題:A Quiet Place: Part II）は2021年のアメリカ合衆国のホラー映画であり、2018年に公開されたホラー映画『クワイエット・プレイス』の続編である。監督・脚本はジョン・クラシンスキー、人物設定は前作の脚本のブライアン・ウッズとスコット・ベックが担当。本作では娘リーガン（演・ミリセント・シモンズ）と息子マーカス（演・ノア・ジュープ）に焦点があてられている。

## ストーリー
前作での出来事の後、アボット一家は外の世界に救いを求めることにした。少しでも音を立てれば怪物に襲撃されるというリスクはあったが、一家は危険を覚悟でそうせざるを得なかった。ところが、外の世界には怪物以外の脅威も存在していたのである。

## キャスト
※括弧内は日本語吹替。
イヴリン・アボット
演 - エミリー・ブラント（園崎未恵）
リーガン・アボット
演 - ミリセント・シモンズ（石井未紗）
マーカス・アボット
演 - ノア・ジュープ（宇山玲加）
エメット
演 - キリアン・マーフィー（内田夕夜）
島の長
演 - ジャイモン・フンスー（乃村健次）
リー・アボット
演 - ジョン・クラシンスキー（星野貴紀）
ボー・アボット
演 - ディーン・ウッドワード（川上ゆき）
マリーナ・マン
演 - スクート・マクネイリー
少女
演 - アリス・ソフィー・マリコワ
警察官
演 - オキエリエテ・オナオドワン
ロジャー
演 - ウェイン・デュヴァル（クレジット無し）（山本満太）

## 製作

### 構想
元々続編を製作する予定はなく当初は乗り気でなかったものの、前作『クワイエット・プレイス』が驚異的なヒット作になったことを受けて、ジョン・クラシンスキー監督は続編の製作に意欲を見せた。2018年8月、クラシンスキーは続編の脚本の執筆に着手した。その際、パラマウント映画はクラシンスキーに対して「フランチャイズ化を念頭に置きすぎてはいけません。ちょっとしたアイデアを『クワイエット・プレイス』の世界観に合う形で膨らませていって、楽しめる作品を作って下さい。」と要望してきたのだという。2019年10月、撮影監督のポリー・モーガンが「続編は成長した子供たち（リーガンとマーカス）に焦点が当たります。2人は世界を探検すると共に、自分の身を自分で護る術を習得していくのです」と述べた。
本作冒頭で描かれる怪物襲撃の初日の様子を含め、怪物に人類が追い詰められるまでの背景やアボット一家以外の生き残りは第1作の製作時点で構想が練られており、本作で描写・登場に至った。

### キャスティング
2019年2月22日、エミリー・ブラント、ミリセント・シモンズ、ノア・ジュープの続投とジョン・クラシンスキーの監督続投が発表された。3月29日、キリアン・マーフィーが本作の出演交渉に臨んでいると報じられた。6月、ブライアン・タイリー・ヘンリーがキャスト入りしたが、後にスケジュールの都合で降板することになり、代役としてジャイモン・フンスーが起用された。

### 撮影・音楽
本作の主要撮影は2019年7月15日にニューヨーク州で始まり、同年9月下旬に終了した。なお、本作の撮影によって、400人前後の雇用が創出された。
2020年1月6日、マルコ・ベルトラミが本作で使用される楽曲を手掛けるとの報道があった。2021年5月28日、本作のサウンドトラックが発売された。

## 公開・興行収入
2019年12月18日、本作のティーザー・トレイラーが公開された。2020年1月1日、本作のオフィシャル・トレイラーが公開された。3月8日、本作はニューヨークでプレミア上映された。
当初、本作は2020年3月15日に全米公開される予定だったが、後に公開日は同月20日に延期された。2020年3月12日、アメリカ合衆国で新型コロナウイルスが流行していることを受けて、パラマウント映画は本作の公開を同年9月4日に延期すると発表した。その後も全米公開日は2021年4月23日→同年9月17日→5月28日と変更されていった。なお、本作は劇場公開から45日後にパラマウント+でリリースされる予定である。
2021年5月28日、本作は全米3726館で封切られ、公開初週末に4754万ドルを稼ぎ出し、週末興行収入ランキング初登場1位となった。この数字は前作の数字（5020万ドル）に匹敵するものであり、コロナ禍で大打撃を受けた映画業界の復調を示唆するものとみなされた。

## 評価
本作は批評家から高く評価されている。映画批評集積サイトのRotten Tomatoesには311件のレビューがあり、批評家支持率は91%、平均点は10点満点で7.4点となっている。サイト側による批評家の見解の要約は「前作の核となる部分をしっかり受け継いだ結果、観客をハラハラさせる作品に仕上がっている。『クワイエット・プレイス 破られた沈黙』はシリーズの恐怖に満ちた世界観を拡大させることができたと言える。」となっている。また、Metacriticには56件のレビューがあり、加重平均値は71/100となっている。なお、本作のCinemaScoreはA-となっている。
映画監督のウィリアム・フリードキンは自身のTwitterで「『クワイエット・プレイス 破られた沈黙』は昔ながらのホラー映画である。映画がようやく帰って来た」と述べている。

## 続編
2020年11月、パラマウントはジェフ・ニコルズを雇い、引き続きプロデュースするジョン・クラシンスキーのオリジナルアイデアに基づいたスピンオフを脚本し監督すると発表した。
2021年5月、エミリー・ブラントはクラシンスキーが第3作のアイデアを持っていることを明らかにした。

## エピソード
- マーカス役のノアが前作から成長して、姉役のミリセントの身長を超えてしまい、整合性をとるために編集で手を加えている[37]。